# Comuna de Skoki
Skoki (polaco: Gmina Skoki) é uma gminy (comuna) na Polónia, na voivodia de Grande Polónia e no condado de Wągrowiecki. A sede do condado é a cidade de Skoki.
De acordo com os censos de 2004, a comuna tem 8681 habitantes, com uma densidade 43,6 hab/km².

## Área
Estende-se por uma área de 198,52 km², incluindo:
- área agricola: 55%
- área florestal: 35%

## Demografia
Dados de 30 de Junho 2004:
|                      | Total   | Total | Mulheres | Mulheres | Homens  | Homens |
| -------------------- | ------- | ----- | -------- | -------- | ------- | ------ |
|                      | pessoas | %     | pessoas  | %        | pessoas | %      |
| População            | 8681    | 100   | 4367     | 50,3     | 4314    | 49,7   |
| Densidade (pop./km²) | 43,6    | 100   | 21,9     | 21,9     | 21,7    | 21,7   |

De acordo com dados de 2002, o rendimento médio per capita ascendia a 1626,19 zł.

## Subdivisões
- Bliżyce, Brzeźno, Budziszewice, Chociszewo, Glinno, Grzybowo, Jabłkowo, Jagniewice, Kakulin, Kuszewo, Lechlin, Lechlinek, Łosiniec, Niedźwiedziny, Pawłowo Skockie, Pomarzanki, Potrzanowo, Raczkowo, Rakojady, Rejowiec, Roszkowo, Roszkówko, Rościnno, Sława Wielkopolska, Sławica, Stawiany, Szczodrochowo.

## Comunas vizinhas
- Kiszkowo, Kłecko, Mieścisko, Murowana Goślina, Rogoźno, Wągrowiec